# Сансет-Бей (Нью-Йорк)
Сансет-Бей (англ. Sunset Bay) — переписна місцевість (CDP) в США, в окрузі Чотоква штату Нью-Йорк. Населення — 470 осіб (2020).

## Географія
Сансет-Бей розташований за координатами 42°33′41″ пн. ш. 79°7′47″ зх. д. / 42.56139° пн. ш. 79.12972° зх. д. (42.561440, -79.129749).  За даними Бюро перепису населення США в 2010 році переписна місцевість мала площу 1,83 км², з яких 1,71 км² — суходіл та 0,11 км² — водойми.

## Демографія
Згідно з переписом 2010 року, у переписній місцевості мешкало 660 осіб у 239 домогосподарствах у складі 136 родин. Густота населення становила 362 особи/км².  Було 478 помешкань (262/км²).
Расовий склад населення:
| - 94,4 % — білих - 2,3 % — корінних американців - 2,0 % — чорних або афроамериканців - 0,2 % — азіатів |

До двох чи більше рас належало 0,6 %. Частка іспаномовних становила 1,8 % від усіх жителів.
За віковим діапазоном населення розподілялося таким чином: 14,2 % — особи молодші 18 років, 58,8 % — особи у віці 18—64 років, 27,0 % — особи у віці 65 років та старші. Медіана віку мешканця становила 52,2 року. На 100 осіб жіночої статі у переписній місцевості припадало 91,9 чоловіків;  на 100 жінок у віці від 18 років та старших — 86,8 чоловіків також старших 18 років.
Середній дохід на одне домашнє господарство  становив 62 161 долар США (медіана — 58 527), а середній дохід на одну сім'ю — 64 073 долари (медіана — 59 018). За межею бідності перебувало 5,3 % осіб, у тому числі 0,0 % дітей у віці до 18 років та 7,3 % осіб у віці 65 років та старших.
Цивільне працевлаштоване населення становило 271 особа. Основні галузі зайнятості: виробництво — 22,1 %, освіта, охорона здоров'я та соціальна допомога — 16,2 %, роздрібна торгівля — 15,9 %, публічна адміністрація — 15,9 %.